# 프리드리히 아우구스트 1세 (작센)
작센의 프리드리히 아우구스트 1세(독일어: Friedrich August I, 1750년 12월 23일 독일 작센 드레스덴 ~ 1827년 5월 5일 독일 드레스덴)는 작센 왕국의 초대 왕이며, 폴란드 바르샤바의 공작이다.

## 생애
작센 선제후 프리드리히 크리스티안과 마리아 안토니아 폰 바이에른의 아들이다. 나폴레옹의 가장 충성스런 부하 중 한 사람으로 1763년 아버지의 선제후 자리를 승계받으면서 프리드리히 아우구스트 3세 선제후가 되었다.
1778년부터 1779년 사이에 일어난 바이에른 왕위계승전쟁에 참전해 프로이센 편을 들어 바이에른이 오스트리아에 편입되는 것을 막았다. 협조 대가로 프로이센의 재정 지원을 받았고 1785년 프로이센이 주도한 군주동맹에 가입하였으나 1790년 오스트리아-프로이센 분쟁 중에서는 중립을 지켰다. 1791년에는 폴란드 왕위를 제안받았으나 거절했고 1792년 마지못해 작센은 대프랑스 동맹에 가입했으나 1796년에 패전했다.
1806년 다시 프로이센 편으로 전쟁에 참여했으나 예나-아우어슈테트 전투에서 크게 패해 나폴레옹과 평화협상을 맺어 작센 왕의 칭호를 받았고 1807년에는 바르샤바 공국을 얻었다. 1812년 러시아 원정의 실패에도 불구하고 계속 동맹자로 남아 1813년 5월 뤼첸 전투에서 승리해 협상을 중단했다. 그러나 1813년 10월 라이프치히 전투에서 작센군은 패했고 아우구스트는 포로가 되어 1815년 빈 회의에서 프로이센에게 국토의 3/5를 잃었다. 이후 나머지 생애를 분단된 국가의 재건을 위해 애썼다.

## 자녀
| 사진 | 이름                           | 생일            | 사망                  | 기타          |
| ---- | ------------------------------ | --------------- | --------------------- | ------------- |
|      | 사산아                         | 1771년          | 1771년                |               |
|      | 사산아                         | 1775년          | 1775년                |               |
|      | 마리아 아우구스타 폰 작센 왕녀 | 1782년 6월 21일 | 1863년 3월 14일(80세) | 미혼으로 사망 |
|      | 사산아                         | 1797년          | 1797년                |               |